# 2885 Palva
2885 Palva (1939 TC) là một tiểu hành tinh vành đai chính được phát hiện ngày 7 tháng 10 năm 1939 bởi Yrjö Väisälä ở Turku.